# ۸۳۶ (قمری)
۸۳۶ (قمری)، هشتصد و سی و ششمین سال در گاهشماری هجری قمری است. اول محرم این سال برابر با ششم سپتامبر سال ۱۴۳۲ میلادی است.